# Børnehave
En børnehave er en institution for småbørn i alderen fra ca. 2 år 9 mdr. eller 3 år og ca. indtil barnet begynder i børnehaveklasse. Det er børnehavens opgave at passe børnene mens deres forældre er på arbejde. Det ligger i ordet, at børnehaven er et sted hvor børnene vokser fysisk og mentalt. I udlandet refererer kindergarten nogle steder til et forberedelsesår i skoleregi, svarende til den danske børnehaveklasse.
Det første danske børneasyl blev oprettet i 1828, 14 år efter oprettelsen af folkeskolen (dengang almueskole). Offentlig pasning og opdragelse var dermed grundlagt. I 1871 kom den første egentlige børnehave. Dengang måtte det absolut ikke være skole, som grundlæggerne beskrev det: ”Børnehaverne er ikke Skoler –al Skolemæssig læren er udelukket. Hovedformålet er at medvirke til Uddannelsen af det Barnlige i Barnet”.
Inden 2. verdenskrig var der 388 børneforsorgsinstitutioner i Danmark, og deres formål var fortsat at tage sig af de børn, hvor forældre ikke kunne af den eller anden grund. Efter 2. verdenskrig kommer der generelt i samfundet et fokus på tiltag som kan modvirke en gentagelse af de frygtelige år under krigen. Der kom et stærkere fokus på at være med til at skabe gode samfundsborgere. I 1951 bliver kommunerne forpligtet til at deltage i finansieringen af daginstitutionerne, og i 1953 kommer den første statslige uddannelse til pædagog. 
I 60’erne kommer der i takt med den stigende velstand et pres på at få kvinderne ud på arbejdsmarkedet. I 1965 bliver begrebet daginstitution introduceret i dansk lovgivning, og daginstitutionerne bliver samtidigt adskilt fra socialpædagogiske foranstaltninger. I 1962 var der 1140 institutioner i landet.
Pædagogikken i børnehaverne udvikler sig gennem årene fra i 60’erne at handle om ro, renlighed og regelmæssighed til at fokusere på indlæring, herunder skoleparathed. I 1972 hvor der er 3035 daginstitutioner i Danmark, kæmpes der i daginstitutionerne om det er en struktureret, erfaringsbaseret eller en mere laise-faire orienteret pædagogik der skal arbejdes efter. Særligt de to første indeholder meget kraftige politiske holdninger til samfundet og dets kommende borgere.
Ti år senere blev pædagogikken  inspireret af den strukturerede pædagogik og mod slutningen af årtiet foregik der en bevægelse mod børns selvbestemmelse og selvforvaltning. Læring og intellektuel stimulering af børnehavebørn blev i årtiet efter årtusindeskiftet et tema, der blandt andet er effektueret gennem filosofi med børn.

## Galleri
Genstande fra en dansk børnehave fra 1970'erne - nu i Nationalmuseet:
- Afskærmning/dukkekrog - væg der kan stilles op og danne rum i rummet og afskærming, Fx skabe mulighed for dukketeater, dukkekrog, legehus e.l.
- Børne- og voksenstol samt bord fra børnehave
- Puslespil af finer. En pusleplade og fire brikker der passer i plade

- Wikimedia Commons har flere filer relateret til Børnehave

| Erhverv og erhvervsliv | Spire Denne artikel om erhverv, erhvervsliv og arbejdsmarked er en spire som bør udbygges. Du er velkommen til at hjælpe Wikipedia ved at udvide den. |